# مثيلة الهستونات

صورة تعبيرية لمَثْيَلة الهستونات

مَثْيَلة الهستونات وتعني (بالإنجليزية: histone methylation)‏ هي تعديل ثابت في الأحماض الأمينية للهستون بإضافة مجموعة أو اثنتين أو ثلاث مجموعات من الميثيل (عملية مَثْيَلة).
في نواة الخلية يلتف الحمض النووي الريبوزي منقوص الأكسجين حول الهيستون، إضافة الميثيل ونزعه من الهيستون تحول الجينات في DNA على التوالي إما بفتح نهاياتها، وبالتالي السماح لعوامل النسخ والبروتينات الأخرى بالوصول إلى حمض نووي ريبوزي منقوص الأكسجين، أو أن تلتف النهايات حول الـ DNA وبالتالي تقييد الوصول إلى حمض نووي ريبوزي منقوص الأكسجين.

## وظيفتها
هذا التعديل يغير خصائص النيكليوسومات ويؤثر على التفاعل مع البروتينات الأخرى :
- ميثيل هستوني يرتبط عموما بتثبيط الحمض النووي المرتبط بالبروتين الذي يعمل على تنظيم الجينات في كل مرحلة حتى موتها.
- إضافة إلى بقايا ليسين أو أرجنين الميثيل من الهستون في مرحلة التحويل , مثال ميثيل ليسين 4 من هستون 3 (H3K4) وبقايا أرجنين (R) على H3 و H4